# Santa Marina, Kampanien
Santa Marina är en ort och kommun i provinsen Salerno i regionen Kampanien i Italien. Kommunen hade 3 237 invånare (2017).